# Bitka kod Didgorija
Bitka kod Didgorija (gruz.დიდგორის ბრძოლა) je bitka koja se odigrala u istočnoj Gruziji 12. kolovoza 1121. između gruzijske vojske pod kraljem Davidom IV. Graditeljem na jednoj, i seldžučke vojske pod alepskim atabegom Ilgazijem. U njoj je David, usprkos izrazitoj brojčanoj inferiornosti, uspio u potpunosti razbiti seldžučku vojsku, te nakon toga Gruziji pripojiti današnju prijestolnicu Tbilisi i druge gruzijske krajeve koji su prije toga stoljećima bili pod muslimanskom vlašću. Gruzijski kroničari su bitku proglasili "čudesnom pobjedom" (ძლევაჲ საკვირველი, dzlevay sakvirveli), a suvremeni Gruzijci ga dan-danas slave kroz godišnju svetkovinu poznatu kao Didgoroba ("[dan] Didgorija"). Za bitku se često navodi da je označila početak zlatnog doba srednjovjekovne Gruzije.
1990-ih je na poprištu bitke sagrađen memorijalni kompleks, a početkom 21. stoljeća je Gruzija svoj oklopni transporter prozvala Didgori.